# Dönges (plaats)
Dönges is een dorp in de Duitse gemeente Bad Salzungen in  Thüringen. De gemeente maakt deel uit van het Wartburgkreis.

## Geschiedenis
Het dorp wordt voor het eerst genoemd in een oorkonde uit 1222.
In 1994 werd de tot dan zelfstandige gemeente gevoegd bij Tiefenort, die op 6 juli 2018 werd opgenomen in de gemeente Bad Salzungen.